# Врач погађач
Врач погађач је био хумористичко-сатирични лист који је излазио од 1896. до 1914. године.

## О часопису
Покретач листа био је Сима Лукин Лазић који је због цензуре у Краљевини Србији прекинуо издавање листа "Бич" 1890. и прешао у Загреб. Тамо је покренуо лист "Врач погађач", и у периоду 1896-1902. године лист је објављиван у Загребу. Након бурних антисрпских демонстрација 1902. године наставио је да излази у Новом Саду у периоду 1902-1914. године.
Поред "Брке" био је то најдуговечнији српски шаљиви лист на прелазу два века. Са 6.000 примерака такође је био и најтиражнији. По обиму је Врач погађач био већи него остали сатирични листови. Мото листа гласио је „Ни по бабу ни по стричевима”, што је требало да укаже на његову, наводну, политичку неутралност. Прави циљ листа био је да потпомогне решавање српског питања, ма где Срби живели. У жељи да ојача положај српске националне мањине кроз економске и културне центре и институције, опозициона Српска самостална странка у Хрватској окупила је око себе листове као што су "Србобран", "Врач погађач" и "Привредник".
Тематски круг којим се бавио лист био је веома широк: политичка збивања и тежње политичких партија у Хрватској и Србији, хрватско-мађарски, српско-хрватски и српско-мађарски односи, критика сарадње српске јерахије и мађарских власти, као и конзервативне грађанске елите, преко тема везаних за обичне људе, свакодневни живот, и вести из колонијалних земаља.
Лист је најчешће нападао супарничке листове, али највише последње Обреновиће - краља Милана и Александра. Држао се својих строгих радикалних начела из програма странке. Због таквог крутог става био је често забрањиван у Србији, али и у Хрватској.
Интересантно је да је један од значајних оновремених карикатуриста био сарадник листа "Врач погађач". Ради се о Јосифу, Јосипу или Јозефу, Даниловцу који се потписивао у овом листу као Јосип Даниловац. Један од уредника од 1906. године био је Стеван Бешевић.

## Историјат
Први број часописа изашао је 16. јануара 1896. године у Загребу, а последњи 19, у Загребу, изашао је, 1. октобра 1902. године.  Излазио је два пута месечно. 20. број часописа Врач погађач појавио се у Новом Саду 1. новембра 1902. године,  а последњи, двоброј 13-14. изашао је 1. јула 1914. године, непосредно пред почетак Првог светског рата. Власник и издавач листа био је Сима Лукин Лазић, а одговорни уредник, Никола Ђукић.
Сима Лукин Лазић је био публициста, новинар и књижевник, рођен у Босанском Броду у трговачкој породици, која је због очеве антитурске пропаганде морала да побегне у Србију. Као добровољац се пријавио за Српско-турски рат, али је одбијен због болести. Објављивао је историјске, књижевне, хумористичко-сатиристичке и национално-политичке текстове. Његово најпознатије дело је "Срби у давнини". Водио је полемике са франковачком штампом у Хрватској, уређивао загребачки "Србобран", а затим хумористичко-сатиристички часопис "Врач погађач".
Лист је био про-радикалски оријентисан и због тога више пута забрањиван, и док је штампан у Загребу, као и у Новом Саду. Сима Лукин Лазић је умро 1904. године, а заменила га је супруга Зорка Лазић, као једна од ретких жена уредница у српској шаљивој периодици. Зорка је рођена 1880. године у војвођанском месту Немштин, као ћерка богатог трговца и поседника, синовца Светозара Милетића. Завршила је Вишу школу у Славонској Пожеги као одлична ученица и припремала се за озбиљан књижевни рад. Са 20 година удала се за Лазића, а имала је само 24 године када је остала удовица са четворо деце. Напорно је радила је и као администратор и као уредница, бринула о коректури, писала текстове.  
Стеван Бешевић Петров био је главни уредник, аутор текстова и сакупљач писаца сарадника.
Занимљиво је да је на предлог Јована Јовановића Змаја вршачки издавач Милан Петко-Павловић обуставио свој шаљиви лист "Бубањ" (1986-1899) и препоручио својим претплатницима да се претплате на "Врач погађач", што представља јединствен случај у овој периодици. Иначе, Милан Петко-Павловић из Вршца био је један од сарадника листа "Врач погађач" и уређивао је у њему рубрику „Шаљиви шљунциˮ, а своје рубрике имао је и чувени сарадник вршачког "Бубња" Др. Казбулбуц тј. Васа Крстић.
Један од значајних карикатуриста тог времена који је био и сарадник листа "Врач погађач", био је Јосип Даниловац 99. Овај бечки илустратор био је један од виђенијих сарадника листа "Мускете" (Die Muskete, Wien, 1905–1941) и других сатиричких листова. Он је илустровао "Врача погађача" током почетних година његовог излажења, а наставио је плодну сарадњу с уредништвом и током прве деценије XX века. Поред њега, запажени су били и радови карикатуристе Стевана Милосављевића (од 1913), са карикатурама на којима коментарише међународне догађаје, извесни Бургић (1898), али и Ј.Ј. Змај – о пропасти песника Лазе Костића за народног посланика на изборима у Вршцу (1897).

## Уредници
Врач погађач : шала и подсмјевка/власник издавалац Сима Лукин Лазић; одговорни уредник Никола Ђукић.

Од 1904. поднаслов Илустровани шаљиви лист (само на насловној страни)
Од бр. 6 (1896) одговорни уредник Стеван Бешевић-Петров; од бр. 20 (1902) одговорни уредник Свет. Теодоровић; од бр. 22 (1904) главни уредник Стеван Бешевић-Петров; од бр. 1 (1905) главни уредник Стеван Бешевић-Петров, одговорни уредник Ст. Милетић; од бр. 23 (1906) главни уредник Стеван Бешевић-Петров, одговорни уредник Зорка С. Лазића; од бр. 23 (1912) одговорни уредник Зорка Симе Лазића.
Од бр. 13 (1904) власник издавалац Зорка Симе Лукина Лазића
Од бр. 20 (1902) Штампарија дра Светозара Милетића; од бр. 1 (1912) Електрична штампарија д.д. "Натошевић" у Н. Саду

## Карикатуре
Карикатуре у "Врачу погађачу" су бројније него у другим сличним часописима а и украшене су многим графичким детаљима по којима постају препознатљиве. Често је овим детаљима слика оптерећена, као и читаоци, па се на тај начин теже разуме порука слике. Читалац више не може да је разуме је без дужег упуштања у разматрање тих детаља, као и без познавања локалних политичких и социјалних прилика историјског тренутка и конкретног догађаја. 
Теме карикатура су веома широке: од политичких збивања и тежњи првака политичких партија, са тежиштем на хрватском питању, стварању самосталне Хрватске и њеном удаљавању од Аустрије и Угарске, преко тема везаних за обичне људе, вести из колонијалних земаља, црквених питања, а нису изостале ни теме међусобних односа хрватског, мађарског и српског народа. Доминанта тема карикатура била је социјално-политичка асимилација српског становништва, почев од тадашње елите, преко војника, до свештенства које се налазило уз владајућу структуру хрватске и мађарске нације, а насупрот српској опозицији. Симболом издаје српских интереса сматран је „Српски клубˮ - представник Срба у Хрватском сабору.

### Пророк троносац (бр. 1), Пророк троносац пред Рајским дверима (бр. 4), Последња инштанција (бр. 16)
Главни идеолог хрватског национализма, др Антун Старчевић, вођа Странке права и борац за самосталну Хрватску, који није признавао Србе у Хрватској, био је у почетним издањима, сходно историјском тренутку, омиљени лик карикатура. Уз карикатуру Пророк троносац, стајао је текст:
„Пошто ни која досадања слика пазаришког пророка, дра Антуна Старчевића, није ни налик на њега, ево доносимо вјерну слику његову, нек народ види, како изгледа звјерка, која је изјела девет милијуна Србаља и – остала гладна.“
Карикатуром Пророк троносац пред Рајским дверима потврђује се став Старчевића о Србима, јер не жели да иде у рај на чијем улазу пише „Срби сви и свуда“ уз речи „Нит жив нити мертав нећу у то славосербско кердо!“. 
Последња инштација, објављена после смрти Старчевића представља споменик око кога жабе са називима тадашње хрватске периодике плачу, а на споменику је уклесана секира и уже, са јасном поруком односа према Србима.
У својим карикатурама "Врач погађач" критикује и повлашћен положај и неактивност српских представника из „Српског клуба“ (посебно Ђуре Ђурковића), карикира слику колонијалне политике европских слика и ширење империјализма и колонијализма у Африци („Енглеска цивилизира Африку“), и дипломате великих сила представља као ђаволе. Није поштеђен ни патријарх Георгије Бранковић, управник црквено-школске самоуправе и српске аутономије у Хрватској.
Карикатурама из 1899. је представљено тренутно стање на политичкој сцени Србије са примесама приватног живота краља Милана Обреновића. Вечита беспарица краља Милана приказана је карикатуром са разбојником и краљем, испод које је текст:

Разбојник: Стој! Новце или живот!

Путник: Новаца немам, а за мој живот не да Чивут ни пребијене паре.

Разбојник: Па ко си ти несретни човјече?

Путник: Ја сам генералисимус Милан.

Разбојник: О, пардон колега, можеш проћи!

После смрти краља Милана, објављена је снажна пародија умрлица, пуних хвалоспева, које су објављиване у новинама у то време, а којима се у "Врачу" подсмехују текстом пуним црног хумора.
"Врач погађач" је карикирао и младог краља Александра, и представљао га као циркузанта, кловна и мађионичара. На карикатури из 1903. године је представљен дочек краља Петра I Карађорђевића који победнички улази у Србију преко леша краља Александра који је представљен као мост на Сави.

### Питалице
Питалице су биле популарна рубрика у хумористичко-сатиричним часописима при крају 19. и почетком 20. века. На питања се добија неочекиван и смешан одговор.
Примери:
Питали оца Георгија: Како је? – „Добро би било, да није народне свестиˮ

Питали адвоката: Како је? – „Рђаво би било, да нема неслогеˮ

Питали неслогу: Како је? – „Рђаво би било, да нема Србинаˮ

### „Штипалице“ – афоризми
„Сви наши листови опомињу, да се не смије чекати, да нам се Румуни попну на главу. На жалост, то значи, да су нам већ одавно на леђи“.

„Шапат се често много даље чује, него највеће – звоно“.

„Многи је платио главом штету, коју је направио – језик“.

"Врач погађач" је управо због афоризма из рубрике „Штипалице“ био забрањен и уништен судском одлуком, у Загребу, 1899. године.

### Речници
Врачев речник је рубрика у којој је часопис приказивао своје виђење речника, са асоцијацијама. Служила је за забаву читалаца а приказивала домишљатост уредништва.
Земуница = жена из Земуна

Песница = песникова жена

Судац = лончар

Корен = љут човек

Корак = српска слога

Надимак = сланина, шунка итд.

#### Хрватски речник
Књига = читало

Перо = писало

Игла = шивач

Кукавица = кукало

## Критика Јевреја, црквених поглавара, Матице српске и хрватске
Први број листа Врач погађач, поред Јевреја, није поштедео у критици ни највише српске црквене јерархе. Тако је у тексту под називом Различице написано да је разлика између бившег патријарха Германа и тадашњег Георгија у томе што је први братољубац, а други родољубац. Герман је даљским приходима помогао само свог брата, а Георгије помаже сав род свој. Своје рођаке је обасипао не само даљским приходима, него и многим другим народним приходима и стипендијама. Хрватски историчар десничарских светоназора Мато Артуковић, који се залаже да се бивши (у доба НДХ) трг Адолфа Хитлера (данас Трг побједе)  у Славонском Броду преименује у Трг Фрање Туђмана  и који се не залаже да се укине улица усташког министра Миле Будака у истом граду, лист Врач погађач сматра изразито великосрпским, антихрватским и антижидовским листом. Артуковић то (антисемитизам листа) не каже за Дом Антуна Радића, Католички лист и друге листове у Хрватској и Славонији, који су у то време исто писали о Јеврејима. Истина је да је Врач погађач био ненаклоњен Јеврејима, али једнако се оштро постављао и према многим Србима, екстремним Хрватима (Анте Старчевић) и другима. Лист је писао да отровни паук (Матица хрватска) сише српски цвјетњак, а за то вријеме блажено спава трут (Матица српска), и тако омогућује стварање хрватске културе.

## Занимљивости
Неки уредници српских новина и часописа на територији данашње Хрватске, а ондашње Аустроугарске, нису имали дужи животни виек. Тако је родом Корчуланин, Србин католик Антун Фабрис, након тамновања због објављивања песме Бокешка ноћ у првом књижевном часопису у Дубровнику - Срђ, трајно нарушио своје здравље и преминуо је у 40. години живота. Католички Србин Луко Зоре је поживео 60 година, а уредник Српског гласа у Загребу, Милан Ђорђевић умире у 39. години. Павле Јовановић, први уредник Србобрана, који је такођер био у тамници због неких чланака (критике аустроугарске власти у БиХ)  умире у напону снаге и политиког талента у 48. години живота. Сава Бјелановић, уредник Српског листа, који је касније забрањен и каснијег Српског гласа (Задар) живи до своје 46. године. Будислав Будисављевић уредник Новог Србобрана и Српског кола умире, као и новинар и уредник Српског кола, Милан Грчић, у 42. години живота. Сима Лукин Лазић, власник и уредник листа Врач погађач умире у 40. години.